# Alfonso Celis, Jr.
Alfonso Celis, Jr. (Mexikóváros, 1996. szeptember 18. –) mexikói autóversenyző, jelenleg az AVF pilótája, 2016-tól a Force India fejlesztőpilótája.

## Pályafutása
Alfonso 2009 és 2012 kötött versenyzett a mexikói kart-bajnokságban. 2011-ben debütált a LATAM Challenge Series-ben. 2012-re a Formula BMW Talent Cup-ban talált helyet, ahol összesítésben a nyolcadik helyen zárt.

### Formula Renault
2013-ban a Formula Renault 2.0 NEC szériában próbálta ki magát a Fortec Motorsport-tal. Több versenyhétvégén befért a pontszerzők közé. Évközben többször is beugrott Formula–3-as versenyekre.

### GP3
2014-ben szerződött a szériába a Status Grad Prix-hoz. Csapattársai Nick Yelloly és Richie Stanaway voltak. 2015-re az ART Grand Prix-hoz szerződött, ahol a belga sprintversenyen dobogóra is állhatott.

### Formula Renault 3.5
Eközben folytatta pályafutását a 2015-ös Formula Renault 3.5-szezonban az AVF csapattal. Legjobb helyezése egy negyedik hely volt a Nürburgringi második versenyen.

### Formula–1
2015 novemberében a Force India bejelentette, hogy a 2016-ra a csapat fejlesztőpilótája lesz. Szimulátorozás mellett további hét pénteken vezetheti majd a csapat egyik autóját.

## Eredményei

### Teljes Formula V8 3.5 (Formula Renault 3.5) eredménysorozata
(Félkövér: pole-pozíció, dőlt: leggyorsabb kör, a színkódokról részletes információ itt található)
| Év   | Csapat             | 1        | 2       | 3        | 4        | 5        | 6        | 7        | 8        | 9        | 10        | 11       | 12       | 13      | 14       | 15       | 16       | 17       | 18       | Helyezés | Pont |
| ---- | ------------------ | -------- | ------- | -------- | -------- | -------- | -------- | -------- | -------- | -------- | --------- | -------- | -------- | ------- | -------- | -------- | -------- | -------- | -------- | -------- | ---- |
| 2014 | Tech 1 Racing      | MNZ 1    | MNZ 2   | ARA 1    | ARA 2    | MON 1    | SPA 1    | SPA 2    | MSC 1    | MSC 2    | NÜR 1 16  | NÜR 2 12 | HUN 1    | HUN 2   | LEC 1    | LEC 2    | JER 1    | JER 2    |          | 27.      | 0    |
| 2015 | AVF                | ARA 1 Ki | ARA 2 8 | MON 1 Ki | SPA 1 13 | SPA 2 11 | HUN 1 14 | HUN 2 16 | RBR 1 Ki | RBR 2 12 | SIL 1 13† | SIL 2 12 | NÜR 1 10 | NÜR 2 4 | BUG 1 Ki | BUG 2 16 | JER 1 15 | JER 2 Ki |          | 16.      | 17   |
| 2016 | AVF                | ARA 1 6  | ARA 2 8 | HUN 1 Ki | HUN 2 Ki | SPA 1 10 | SPA 2 3  | LEC 1 11 | LEC 1 8  | SIL 1 Ki | SIL 2 11  | RBR 1 4  | RBR 2 7  | MNZ 1 9 | MNZ 2 10 | JER 1 Ki | JER 2 9  | CAT 1 Ki | CAT 2 13 | 11.      | 55   |
| 2017 | Fortec Motorsports | SIL 1 3  | SIL 2 6 | SPA 1    | SPA 2 3  | MNZ 1 4  | MNZ 2 Ki | JER 1 6  | JER 2 4  | ARA 1 3  | ARA 2     | NÜR 1 2  | NÜR 2 8  | MEX 1 5 | MEX 2    | COA 1 8  | COA 2 5  | BHR 1 6  | BHR 1 8  | 3.       | 204  |

### Teljes GP3-as eredménysorozata
(Félkövér: pole-pozíció, dőlt: leggyorsabb kör, a színkódokról részletes információ itt található)
| Év   | Csapat            | 1          | 2          | 3          | 4          | 5          | 6          | 7          | 8          | 9          | 10         | 11         | 12         | 13         | 14         | 15         | 16        | 17         | 18         | Helyezés | Pont |
| ---- | ----------------- | ---------- | ---------- | ---------- | ---------- | ---------- | ---------- | ---------- | ---------- | ---------- | ---------- | ---------- | ---------- | ---------- | ---------- | ---------- | --------- | ---------- | ---------- | -------- | ---- |
| 2014 | Status Grand Prix | ESP FEA 18 | ESP SPR Ki | AUT FEA Ki | AUT SPR 19 | GBR FEA 16 | GBR SPR 10 | GER FEA Ki | GER SPR 23 | HUN FEA 16 | HUN SPR 22 | BEL FEA 12 | BEL SPR 15 | ITA FEA 16 | ITA SPR Ki | RUS FEA 16 | RUS SPR 7 | ABU FEA 16 | ABU SPR Ki | 21.      | 2    |
| 2015 | ART Grand Prix    | ESP FEA 10 | ESP SPR 10 | AUT FEA 15 | AUT SPR Ki | GBR FEA 14 | GBR SPR 11 | HUN FEA 18 | HUN SPR 15 | BEL FEA 6  | BEL SPR 3  | ITA FEA    | ITA SPR    | RUS FEA 13 | RUS SPR 12 | BHR FEA 8  | BHR SPR 8 | ABU FEA Ki | ABU SPR 19 | 12.      | 24   |

### Teljes Formula–1-es eredménysorozata
(Táblázat értelmezése)

(Félkövér: pole-pozícióból indult; dőlt: leggyorsabb kört futott) 

| Év   | Csapat      | 1   | 2      | 3   | 4      | 5   | 6   | 7   | 8   | 9      | 10  | 11     | 12  | 13  | 14     | 15  | 16  | 17  | 18     | 19  | 20  | 21     | Helyezés | Pont |
| ---- | ----------- | --- | ------ | --- | ------ | --- | --- | --- | --- | ------ | --- | ------ | --- | --- | ------ | --- | --- | --- | ------ | --- | --- | ------ | -------- | ---- |
| 2016 | Force India | AUS | BHR Tp | CHN | RUS Tp | ESP | MON | CAN | EUR | AUT Tp | GBR | HUN    | GER | BEL | ITA Tp | SIN | MAL | JPN | USA Tp | MEX | BRA | UAE Tp | –        | –    |
| 2017 | Force India | AUS | CHN    | BHR | RUS    | ESP | MON | CAN | AZE | AUT Tp | GBR | HUN Tp | BEL | ITA | SIN    | MAL | JPN | USA | MEX Tp | BRA | UAE |        | –        | –    |

### Teljes Indy Lights-os eredménysorozata
(Táblázat értelmezése)

(Félkövér: pole-pozícióból indult; dőlt: leggyorsabb kört futott) 

| Év   | Csapat        | 1   | 2   | 3     | 4     | 5   | 6   | 7    | 8   | 9   | 10  | 11  | 12  | 13  | 14  | 15  | 16  | 17  | Helyezés | Pont |
| ---- | ------------- | --- | --- | ----- | ----- | --- | --- | ---- | --- | --- | --- | --- | --- | --- | --- | --- | --- | --- | -------- | ---- |
| 2018 | Juncos Racing | STP | STP | ALA 7 | ALA 8 | IMS | IMS | INDY | RDA | RDA | IOW | TOR | TOR | MDO | MDO | GTW | POR | POR | 11.      | 27   |

### Teljes IndyCar-os eredménysorozata
(Táblázat értelmezése)

(Félkövér: pole-pozícióból indult; dőlt: leggyorsabb kört futott) 

| Év   | Csapat        | 1   | 2   | 3   | 4   | 5   | 6    | 7   | 8   | 9   | 10     | 11  | 12  | 13  | 14  | 15  | 16     | 17  | Helyezés | Pont |
| ---- | ------------- | --- | --- | --- | --- | --- | ---- | --- | --- | --- | ------ | --- | --- | --- | --- | --- | ------ | --- | -------- | ---- |
| 2018 | Juncos Racing | STP | PHX | LBH | ALA | IMS | INDY | DET | DET | TXS | RDA 20 | IOW | TOR | MDO | POC | GTW | POR 17 | SNM | 36.      | 23   |

## Fordítás
- Ez a szócikk részben vagy egészben  az   Alfonso Celis Jr. című angol Wikipédia-szócikk ezen változatának fordításán alapul.  Az eredeti cikk szerkesztőit annak laptörténete sorolja fel. Ez a jelzés csupán a megfogalmazás eredetét és a szerzői jogokat jelzi, nem szolgál a cikkben szereplő információk forrásmegjelöléseként.